# Paradou AC
Der Paradou Athletic Club ist ein algerischer Fußballverein aus Hydra, einem Stadtteil der Hauptstadt Algier.
Junge Mitglieder des Hydra AC, die dort keine Chance auf einen Einsatz in der Mannschaft sahen, gründeten den Verein 1994. Seither ist der Verein acht Mal aufgestiegen. Zwischen 2005 und 2007 spielte der Verein in der ersten algerischen Liga. In den 2010er Jahren ist PAC der Verein, in dem die Eleven der algerischen Fußballschule von Jean-Marc Guillou (Académies JMG) aufgrund eines Kooperationsvertrags ihre ersten Ligaerfahrungen sammeln können.
Zur Entstehung der Vereinsfarben blau und gelb gibt es folgende Anekdote: Als man über die Farben nachdachte, fuhr angeblich der Botschafter Schwedens mit seinem beflaggten Auto an den Gründern vorbei und man entschied sich für diese Farben.
Heimspiele finden im Omar-Hammadi-Stadion statt, das 15.000 Zuschauern Platz bietet.